# Gerra aelia
Gerra aelia là một loài bướm đêm thuộc chi Gerra. Loài này có ở phần phía tây của Panama và ở miền bắc và phía nam miền đông của Costa Rica.